# Guerre civile russe
Pour les articles homonymes, voir Révolution russe (homonymie).
Guerre civile russe
Batailles
Campagne de la steppe • Bataille de Krouty • Première campagne du Kouban • Marche de Iași au Don • Seconde campagne du Kouban • Marche vers Moscou • Bataille de Pétrograd • Intervention en Russie septentrionale • Grande marche de glace de Sibérie • Révolte de Tambov • Révolte de Kronstadt • Intervention en Sibérie • Révolte basmatchi
La guerre civile russe est l'ensemble des événements qui déchirent l'ancien Empire russe durant plus de quatre années, de la fin 1917 à 1921. Elle se situe dans le prolongement de la révolution russe d'octobre 1917 ; l'essentiel des campagnes militaires se poursuit jusqu'à la proclamation de la NEP.
La guerre civile russe n'oppose pas simplement les révolutionnaires bolcheviques aux « Blancs » monarchistes partisans du retour à l'ancien régime tsariste. La violence ruineuse du conflit n'est pas due au seul choc des terreurs « blanche » et « rouge » décidées d'en-haut. Cette guerre civile est d'abord un chaos indescriptible et très violent, où l'État et la société russes se sont désintégrés sous la poussée de multiples forces centrifuges, jusqu'à leur reconstruction et leur reprise en main par les bolcheviks enfin victorieux.
La guerre a vu en effet les autres formations révolutionnaires (mencheviks, SR, anarchistes, députés de l'ex-Constituante) se battre également contre les bolcheviks, parfois de façon autonome, parfois au prix d'une collusion avec les généraux blancs. Les tentatives d'émancipation de minorités nationales, l'action des « armées vertes » paysannes (hostiles à la fois aux bolcheviks et aux Blancs), la défense de projets de société concurrents (Makhnovchtchina anarchiste en Ukraine), l'intervention étrangère, les multiples règlements de compte et les déchaînements de violence spontanés n'ont pu qu'ajouter aux troubles. Enfin, les retournements d'alliance et les divisions internes n'ont pas manqué, ni les retournements de situation : Kiev change ainsi 14 fois de main pendant la guerre.
Les bolcheviks ont bénéficié de leur organisation supérieure et de leur discipline. Bien qu'ils aient rencontré (et réprimé) des résistances populaires virulentes, leur programme a été finalement mieux reçu des masses que celui des Blancs, lequel tendait au retour pur et simple à l'état des choses antérieur. Le camp des opposants à la révolution d'Octobre a pâti de son hétérogénéité et de ses désunions.
Certains généraux « blancs » tels Lavr Kornilov se soucient en fait fort peu de rétablir la monarchie et se voient très bien à la tête d'une république dictatoriale. Leurs projets préfigurent en partie les fascismes européens.
Selon Serge Wolikow, « la guerre civile forme le Parti et fabrique une politique identifiée à la révolution sans être celle qui avait été rêvée. Entre 1918 et 1921-1922, se met en place un État révolutionnaire : la guerre civile est en même temps perçue comme la poursuite de la révolution ».

## Principales phases de la guerre civile

### Première expansion: novembre 1917 – mars 1918
L'autorité du nouveau gouvernement bolchevique est relayée et progressivement étendue sur l'ensemble du territoire de l'ancien Empire russe, en suivant notamment les voies de communication existantes (chemin de fer).
La signature du traité de Brest-Litovsk en mars 1918 et la réaction des forces politiques russes opposées au nouveau régime constitue un premier coup d'arrêt à l'expansion territoriale bolchevique.

### Réaction russe et internationale: avril 1918 – septembre 1918
Les forces russes opposées au gouvernement soviétique (Blancs, socialistes modérés) et les puissances étrangères (Japon, France, Royaume-Uni, Légion tchèque) interviennent et réduisent drastiquement le territoire contrôlé par les bolcheviks.
La victoire de la toute nouvelle Armée rouge à Kazan le 10 septembre 1918 symbolise la fin du recul soviétique.

### Consolidation de la République soviétique: septembre 1918 – octobre 1919
À partir d'octobre 1918, le front bolchevique ne recule plus. La Biélorussie et la région de la Volga sont même reconquises en janvier-février 1919. Les attaques blanches du printemps rognent les marges du territoire soviétique mais restent insuffisantes pour le réduire significativement.
Au début de l'automne 1919, l'issue semble indécise, avec le début de trois grandes offensives blanches, au nord avec la bataille de Pétrograd, au sud avec la marche vers Moscou, et à l'est sous le commandement d'Alexandre Koltchak.

### Avance générale soviétique: octobre 1919 – août 1920
Les fronts adverses s'effondrent les uns après les autres et les puissances étrangères se retirent.
À la veille du « miracle de la Vistule » (défaite soviétique contre les Polonais à l'issue de la bataille de Varsovie en août 1920), les territoires contrôlés par le pouvoir bolchevique atteignent leur expansion maximale à l'Ouest, ses dirigeants espèrent exporter la révolution en Europe.

### Consolidation définitive du régime et du territoire soviétique: août 1920 – juin 1923
Le territoire soviétique atteint sa configuration historique ; il consolide son pouvoir sur ses marges orientales (Extrême-Orient russe, Mongolie) ; les révoltes paysannes localisées en Ukraine et dans le Sud de la Russie sont réduites courant 1921.

## Prémices
La guerre civile commence en novembre 1917, aussitôt après la prise de pouvoir par les bolchéviques. Le nouveau régime se répand en Russie selon différents scénarios : dans les villes et régions où les bolcheviks peuvent compter sur de fortes concentrations ouvrières (Ivanovo, Kostroma, centre miniers de l'Oural), ils ont généralement déjà le contrôle politique par l'intermédiaire des soviets locaux ; dans d'autres régions, ils doivent composer avec diverses forces de gauche et triomphent parfois au terme d'un conflit armé assez bref (Kazan, Samara, Saratov, Nijni Novgorod, etc.) ; dans les bourgs et les régions agricoles, où les bolcheviks sont très minoritaires (Koursk, Voronej, Orel, dans les villes de Sibérie, etc.), la prise de pouvoir entraîne souvent des conflits sanglants.

### Finlande
En janvier 1918, la révolution bolchevique est réprimée en Finlande par les « Blancs », aidés par la division allemande du général Rüdiger von der Goltz. La répression est brutale. Les prisonniers rouges sont abattus à la mitrailleuse dans des fossés. La Terreur blanche fait 35 000 morts dans un pays de 4 millions d'habitants. Début mai 1918, on compte 64 camps de concentration comprenant 81 000 prisonniers « rouges » (soit 6 % de la population adulte finlandaise), essentiellement répartis au Sud du pays. La difficulté énorme que représente le maintien d'un système carcéral aussi massif dans une Finlande détruite par la guerre civile amène rapidement le gouvernement « blanc » d'Helsinki à mettre en place des lois d'amnistie. Début juin 1918, les camps sont regroupés en 26 lieux de détention qui sont ensuite progressivement démantelés, si bien qu'en décembre, il ne reste plus que 6 100 prisonniers « rouges », considérés comme les plus dangereux. Fin 1921, il n'en restera plus que 900. Au total, on estime à 12 500 le nombre de prisonniers « rouges » décédés dans les premiers camps de la guerre civile — avec plus de 25 % de pertes pour certains (comme celui de Ekenäs) —, chiffre auquel il faut ajouter les 268 exécutions capitales prononcées après la répression de l'insurrection bolchevique.
Pour les monarchistes russes, c'est un exemple à suivre et un avertissement de ce qui attend les révolutionnaires s'ils perdent le pouvoir. Plus loin dans le temps, les bolcheviks se souviennent de l'écrasement impitoyable de la Commune de Paris vaincue, lors de la « Semaine sanglante ».

### Ukraine et Sud de la Russie
Jusqu'au traité de Brest-Litovsk, en mars 1918, divers groupes nationaux, notamment en Ukraine et dans le Caucase, mettent à profit la situation pour tenter de s'émanciper, mais les combats restent sporadiques. Dans la région du Don, les forces blanches s'organisent autour des généraux Mikhail Alekseïev et Lavr Kornilov pour créer l'Armée des volontaires, qui s'oppose aux bolcheviks lors de la première campagne du Kouban en février 1918.

## Intervention étrangère

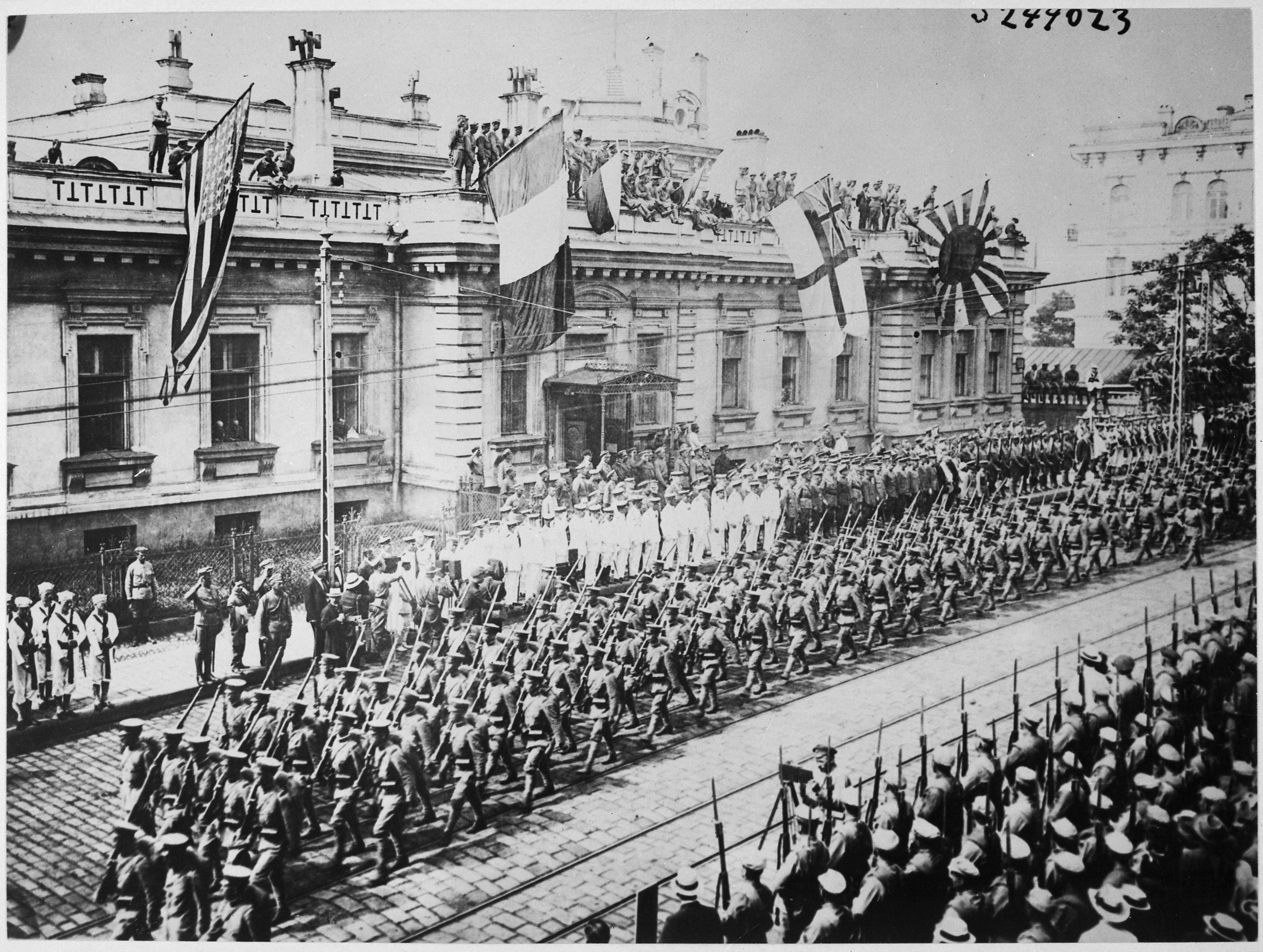
Parade de troupes de plusieurs pays (dont les États-Unis) à Vladivostok, 1918.

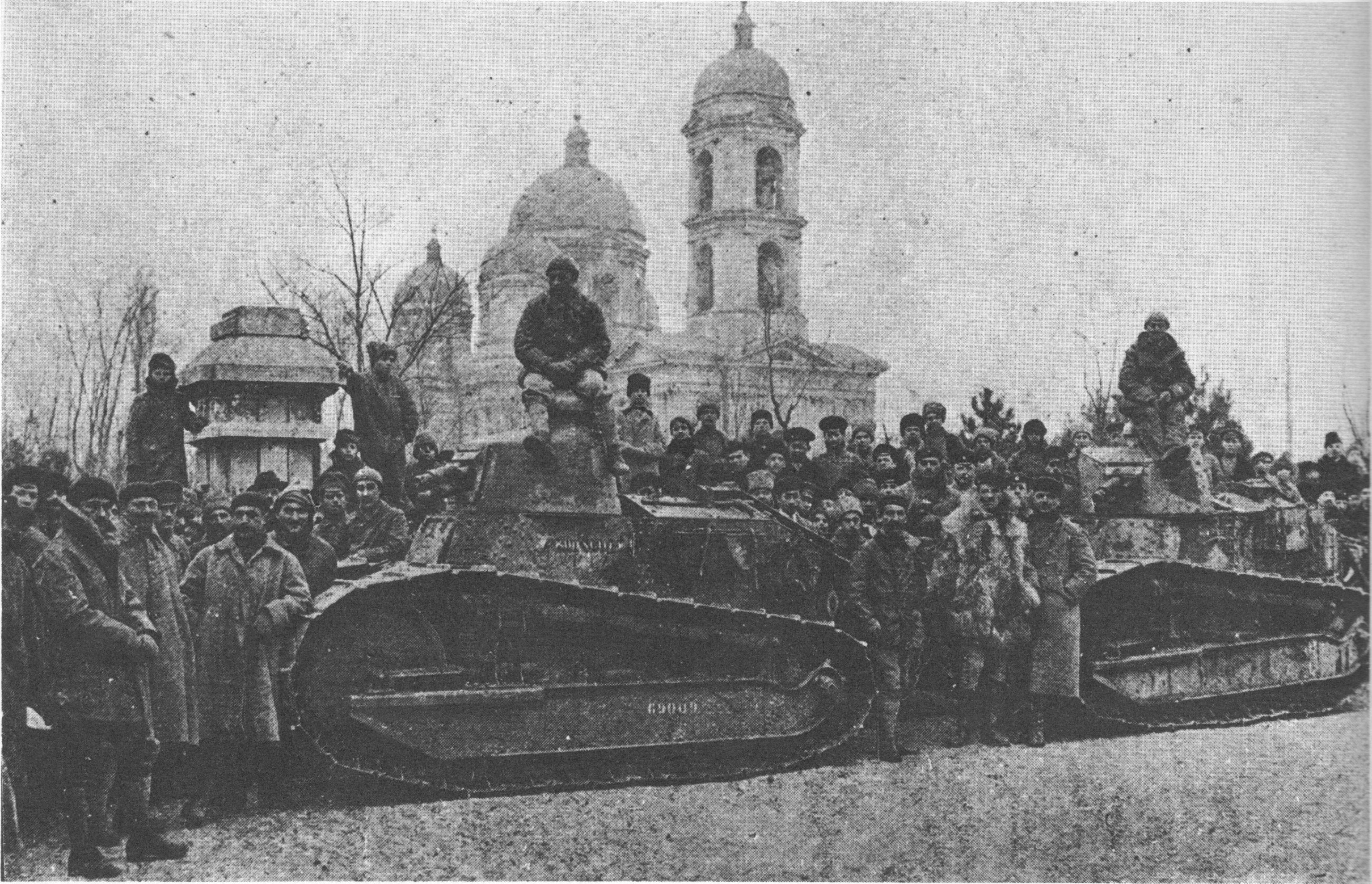
Chars Renault français à Odessa pendant l'intervention alliée de 1918-1919.

À partir d'avril 1918, les Alliés — français et britanniques — interviennent dans le Nord et dans le Sud du pays pour contrer l'occupation allemande consécutive au traité de Brest-Litovsk. Les bolcheviks ne sont pas initialement hostiles à leur arrivée — Léon Trotski conseille même au soviet de Mourmansk d'accepter leur aide contre toute menace allemande et ne précise pas quel ennemi la toute récente Armée rouge aura à affronter : Allemands ou Alliés. L'armistice de Rethondes prévoit par ailleurs l'annulation du désastreux traité de Brest-Litovsk que le gouvernement bolchevique a signé en mars 1918.
Ce n'est qu'après leur victoire de novembre 1918 que les Alliés prennent ouvertement position contre les Rouges et aux côtés des Blancs. Écœurés par le traité de Brest-Litovsk qui a permis au Kaiser de transférer ses divisions d'Est en Ouest et de manquer de peu de remporter la victoire en France, beaucoup de dirigeants occidentaux s'en tiennent à l'époque à la thèse d'un Lénine agent des « Boches » et conçoivent au départ leur intervention comme un prolongement de la lutte contre l'Allemagne. S'y mêle ensuite la peur de la contagion révolutionnaire. Comme le déclara Winston Churchill, certes anti-bolchevik particulièrement virulent même au regard des critères de l'époque, « le bolchevisme doit être étranglé dans son berceau ». Cependant, son Premier ministre David Lloyd George expose le 22 juillet 1918 que « le type de gouvernement mis en place par les Russes ne regarde pas la Grande-Bretagne : république, état bolchevique ou monarchie ». Le président américain Woodrow Wilson pense de même et refuse de s'engager trop loin dans l'intervention.
L'idée de Lénine et Trotski n'est pas d'instaurer un régime socialiste dans la seule Russie, mais que l'extension de la révolution aux pays industriellement avancés comme l'Allemagne est le seul moyen d'imposer la révolution.
À partir de l'été 1918, Anglais, Allemands, Français, Américains, Grecs, Polonais, Roumains et Japonais interviennent. Avant l'armistice de Rethondes, l'Ukraine reste occupée par les troupes allemandes, qui ont renversé son gouvernement et privent la Russie d'approvisionnement en blé. Les troupes autrichiennes occupent Odessa, les Japonais débarquent à Vladivostok, les Turcs pénètrent dans le Caucase.
Dans le Sud, Anglais et Français arment le général tsariste Dénikine, le nouveau gouvernement allemand, la division cosaque de Krasnov. Clemenceau conçoit même une intervention française de grande envergure en Ukraine en utilisant des troupes prises sur l'armée d'Orient, mais l'action tourne court à cause du manque de moyens engagés et de l'hostilité de la population locale (mars-avril 1919). Le général blanc Lavr Kornilov (tué par un éclat d'obus dans son quartier général en avril 1918) écrit : « Même s'il faut brûler la moitié de la Russie et verser le sang de trois quarts de la population, nous le ferons si c'est nécessaire pour sauver la Russie ». L'écrivain blanc Andreïev écrit : « Là où on fusille les gens comme des chiens, règnent la paix, la prospérité et un sens très fin de la légalité ». Les pogroms antisémites que perpètrent ou laissent perpétrer les généraux blancs, notamment en Ukraine, font plusieurs centaines de milliers de victimes et constituent les pires massacres anti-juifs jamais perpétrés avant la Shoah.
Les Britanniques emploient des armes chimiques développées pendant la guerre contre l'Allemagne et l'Empire ottoman, 50 000 « M Devices », des bombes contenant de l'adamsite, sont envoyées en Russie. L'aviation britannique les utilise le 27 août 1919 sur le village de Iemtsa dans la région d'Arkhangelsk. L'effet de surprise et les morts spectaculaires (vomissements de sang) font fuir l'ennemi. Il y a d'autres bombardements de villages sous contrôle bolchevique. Les bombardements visent d'autres localités sous contrôle rouge telles que Tchounova, Vikhtova, Pocha, Tchorga, Tavoïgor et Zapolki.
- Frontières de 1921
- Zone sous le contrôle bolchevique en novembre 1918
- Avance maximale des armées blanches

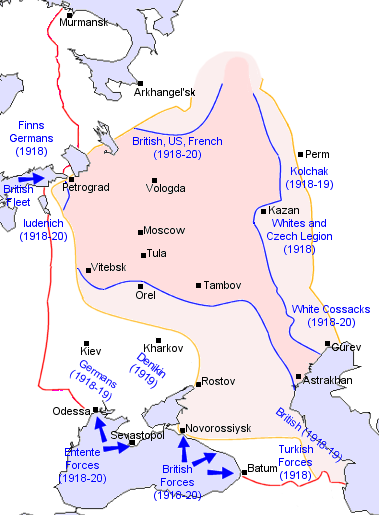

Les déclarations incendiaires ne sont pas moins présentes dans le camp opposé. En exil, Lénine a théorisé le passage de la « guerre civile impérialiste » à la « guerre civile révolutionnaire ». La théorie bolchevique juge que la violence est un moteur de l'Histoire. Dans cette perspective, la guerre civile est inévitable, et même parfaitement souhaitable pour vaincre plus vite les forces de réaction et accélérer le changement social. Dès avril 1918, à propos des détachements chargés des réquisitions forcées de céréales, Trotski s'exclame : « Notre parti est pour la guerre civile. La guerre civile, c'est la lutte pour le pain. Vive la guerre civile ! ». En septembre 1918, le Conseil des commissaires du peuple décrète officiellement la Terreur rouge, appelant à « isoler les ennemis de classe de la République soviétique dans des camps de concentration, et de fusiller sur-le-champ tout individu impliqué dans des organisations de Gardes-Blancs, des insurrections ou des émeutes ». La Tchéka voit ses effectifs gonfler. Dans la chaleur d'un discours à Petrograd, Grigori Zinoviev s'emporte en 1919 jusqu'à parler d'anéantir les dix millions de Russes hostiles à la révolution. Quant à Nikolaï Boukharine, il appelle en ces termes à la vigilance policière : « nous devons tous être des tchékistes ».
Les deux camps principaux sont donc prêts à en découdre et exempts de toute hésitation à recourir à la violence de masse. Trois fronts principaux se constituent par divers groupes nationaux qui mettent à profit la situation pour tenter de s'émanciper :
- au sud (l'Armée des volontaires et celle des cosaques dans la région du Don, commandée par le général Dénikine) ;
- au nord-ouest (armée de Ioudénitch) ;
- en Sibérie occidentale (armée de l'amiral Koltchak, renforcée par les 40 000 hommes de la Légion tchèque) à Omsk.

À ces trois fronts s'ajouteront d'autres forces blanches plus ou moins autonomes :
- en Sibérie orientale : les troupes cosaques de l'ataman Grigori Semenov appuyées par un fort contingent de « conseillers » japonais ;
- en Mongolie : la division asiatique de cavalerie du baron balte Ungern von Sternberg.

## De la fondation de l'Armée rouge à la victoire des bolcheviks
Face à la conjugaison des menaces, le gouvernement soviétique, qui a déjà transféré la capitale de Pétrograd à Moscou, a proclamé la mobilisation générale et obligatoire. Léon Trotski a pris énergiquement la direction de l'Armée rouge, fondée dès le 23 février 1918 : de près d'un million d'hommes à la fin de l'année 1918, elle en compte plus de cinq millions deux années plus tard, volontaires ou conscrits.
Sillonnant le pays à bord de son train blindé devenu vite légendaire, Trotski va d'un front à l'autre redresser la situation militaire, organiser les troupes et galvaniser les énergies. De même que de nombreux commissaires bolcheviques en mission, il associe étroitement dans son action une propagande à destination des masses et de leur « éducation révolutionnaire » (la célèbre agit-prop voulue par Lénine) avec notamment les agitki et la conduite des combats militaires. Il rétablit dans les rangs une discipline de fer, toute défaillance, contestation ou désertion étant implacablement châtiée.[réf. nécessaire]
Il n'hésite pas à recycler par milliers les « spécialistes bourgeois » compétents et autres anciens officiers tsaristes, tel l'ex-général en chef Alexeï Broussilov, qui appelle ses pairs à rejoindre l'Armée rouge au nom du salut de la patrie. Des commissaires politiques bolcheviques flanquent ces chefs militaires pour s'assurer de leur loyauté. Ce recours aux spécialistes de l'ancien régime suscite toutefois les méfiances et les critiques virulentes de nombreux vieux bolcheviks, à l'image de Joseph Staline, commissaire en mission à Tsarytsine à l'été 1918. Environ 30 % des officiers tsaristes auraient choisi l'Armée rouge par intérêt, par patriotisme ou par souci de l'ordre.
Dès l'été 1918, Trotski reprend l'important nœud de Kazan. À Tsarytsine sur la Volga, clé des communications au sud de la Russie, il se heurte — déjà — à Staline et Vorochilov, qu'il fait rappeler à Moscou en septembre, la ville restant aux mains des bolcheviks. Puis l'Armée rouge défait une à une les armées blanches en commençant par celle de Nikolaï Ioudenitch qui échoue dans sa marche sur Pétrograd en octobre 1919, puis presque simultanément, à la mi-novembre, celle de Koltchak et celle de Dénikine dans sa marche vers Moscou.
En 1920, la Pologne, mécontente de la ligne Curzon qui fixe sa frontière à l'Est, envahit la Russie bolchevique. La contre-attaque de l'Armée rouge sous les ordres du général Toukhatchevski la mène jusqu'aux portes de Varsovie. Les bolcheviks sont soulevés par un immense espoir : la prise de Varsovie ouvrirait le chemin de Berlin et permettrait l'exportation de la révolution par les armes.

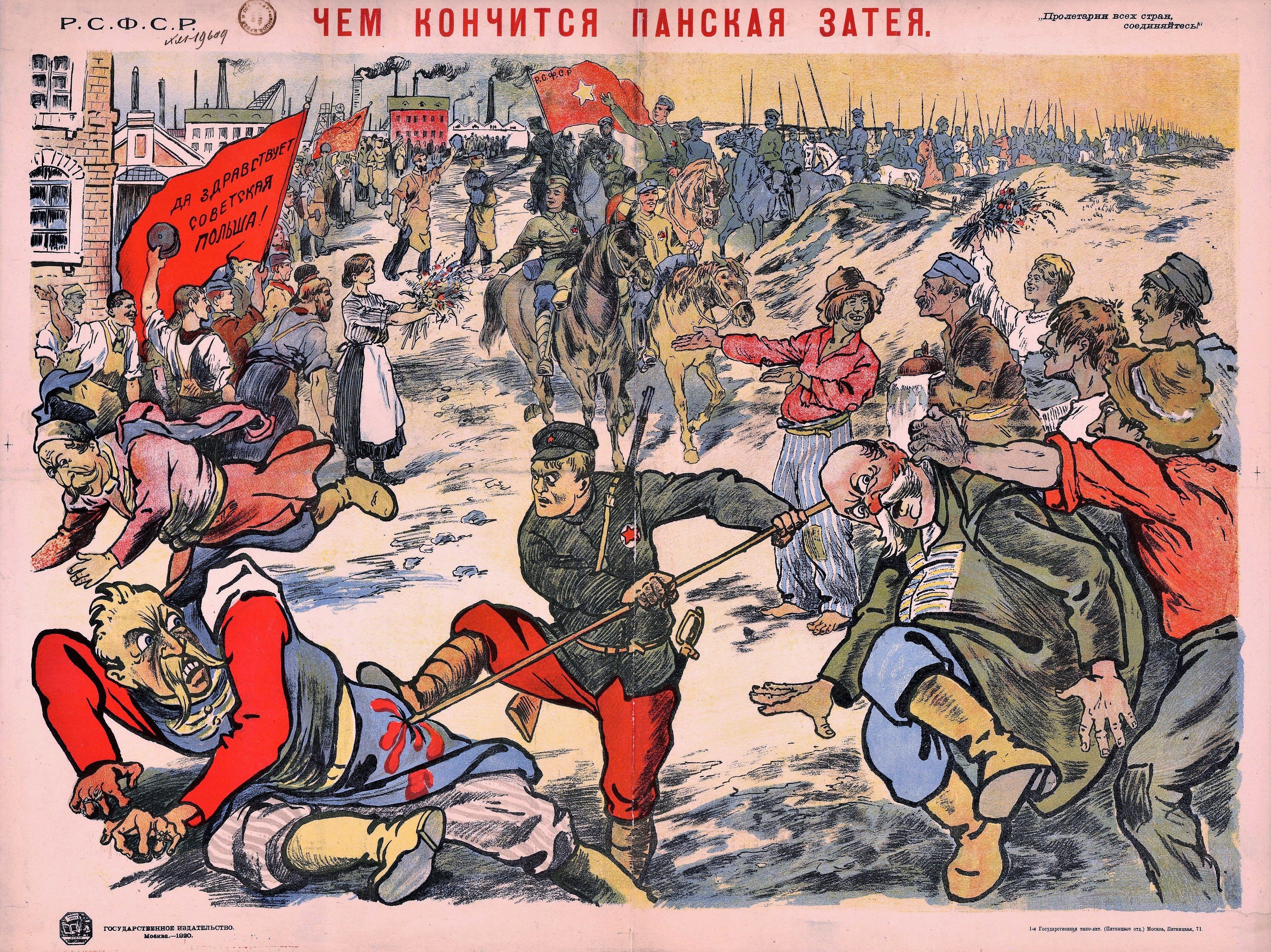
Propagande soviétique pendant le conflit russo-polonais, 1920.

Mais une grave désobéissance de Staline met l'Armée rouge en vulnérabilité stratégique. De surcroît, les Polonais, qui viennent juste de retrouver leur indépendance après un siècle et demi d'occupation étrangère, font bloc contre un envahisseur qu'ils voient d'abord comme russe avant de le voir comme révolutionnaire. Même les masses ouvrières ou juives ne manifestent aucune intention d'aider l'Armée rouge. Le général Piłsudski, aidé de la mission militaire française de quelques centaines d'hommes à laquelle participe le jeune officier Charles de Gaulle puis de la mission diplomatique franco-anglaise de six hommes, dont le général Weygand, s'appuie sur ce sursaut national pour redresser la situation militaire. Le 15 août 1920, l'armée polonaise remporte une éclatante victoire (« le miracle de la Vistule ») et repousse l'Armée rouge à plus de 200 km à l'Est de la ligne Curzon. Moscou doit s'incliner par traité et reconnaître la perte d'un important territoire.
La période finale de la guerre civile est le long siège des dernières forces blanches en Crimée. Piotr Wrangel y a rassemblé les restes des troupes de Dénikine qui se sont fortifiés. Ils tiennent jusqu'à ce que les anarchistes ukrainiens et l'Armée rouge, qui a participé à la guerre contre la Pologne, débarquent. Alors, les Blancs sont débordés et leurs dernières troupes évacuées vers Constantinople en novembre 1920.
Les bolcheviks se retournent alors contre leurs alliés anarchistes de la veille, rompant l'alliance passée avec eux[réf. souhaitée]. Fin 1920, l'Armée Rouge liquide la Makhnovchtchina. Entre le printemps 1921 et fin 1922, l'Armée rouge envahit et reconquiert plusieurs Républiques qui ont été momentanément indépendantes : l'Arménie, la Géorgie et d'autres en Asie centrale, qui sont réintégrées de force dans l'ex-Empire russe.

## Violences d'en-bas et terreurs d'en-haut
L'Empire russe était de loin le pays d'Europe avec la plus lourde tradition de violence politique et sociale. Celle-ci était omniprésente du haut en bas de l'échelle sociale. Elle n'épargnait pas plus les tsars Romanov (l'histoire dynastique la plus sanglante d'Europe) que les victimes du servage. Les longues pratiques despotiques du knout, de la peine de mort, de l'exil aux katorga de Sibérie avaient marqué l'histoire russe, mais aussi la violence de nombreuses révoltes paysannes (bunt), le recours au terrorisme par divers révolutionnaires du XIXe siècle. Plus globalement, l'arriération du pays maintenait au quotidien des masses analphabètes et opprimées dans une grossièreté et une brutalité de mœurs régulièrement déplorées par les voyageurs ou les élites réformatrices. Enfin, la Grande Guerre de 1914-1917 et son cortège de « brutalisations » n'ont rien arrangé.
La violence de la guerre civile russe ne doit donc pas qu'au choc des « Blancs » et des « Rouges ». Selon Marc Ferro, les bolcheviks n'ont souvent fait qu'assumer ou encourager des violences sociales spontanées, afin de les récupérer ou de donner l'impression qu'ils contrôlaient la situation.
À partir de septembre 1918 se multiplient des mesures officielles de « Terreur rouge », en réaction à l'attentat du 30 août contre Lénine. La peine de mort, abolie juste après la révolution d'octobre, est à cette occasion rétablie. Sous l'impulsion de Félix Dzerjinski, la Tchéka gonfle ses effectifs et, en dehors de toute légalité, donne la chasse aux opposants réels ou supposés, aux suspects, aux récalcitrants, ou encore aux marginaux. Elle participe à la mise hors-la-loi de l'Église orthodoxe, certes souvent rangée du côté de la réaction : environ 1 000 prêtres et 25 évêques ont péri en 1920. Au-delà, tout concourt déjà à mettre hors-la-loi quiconque ne partage pas la vision du monde bolchevique : c'est ainsi que les pacifistes tolstoïens sont pareillement éliminés par la police politique. Elle sert aussi à prélever de force le ravitaillement chez les paysans, ou à briser un nombre croissant de grèves ouvrières. En août 1922, la guerre finie, l'État bolchevique organise aussi contre ses opposants vaincus le premier grand procès truqué de l'histoire soviétique : les chefs du Parti socialiste révolutionnaire (les SR), amalgamés à des accusés de droit commun et à des provocateurs, sont jugés au mépris de toutes les règles du droit, et condamnés pour certains à mort.
Poussée par Lénine et Trotski, la Tchéka inaugure un système de camps pour interner les suspects et les réprimer : on en compte 21 en 1919, plus de 100 en 1920, qui comptent 100 à 150 000 détenus à la fin de la guerre civile. Les Blancs finlandais et russes ont également eu recours à des camps, aux conditions de vie déplorables, tout comme les Polonais de Piłsudski. Toutefois, seuls les camps bolcheviques ne disparaissent pas avec la fin du conflit, le système concentrationnaire devenant permanent, bien que sa population connaisse une diminution sensible dans la première moitié des années 1920. La question de savoir si c'est bien en eux que se trouvent les origines du Goulag de l'ère stalinienne reste très discutée.
Trotski, qui a rétabli une discipline de fer dans l'Armée rouge, est aussi, le 25 décembre 1918, puis surtout les 3 mars et 31 mai 1919 à l'origine de la « loi des otages » : les enfants et épouses d'anciens officiers tsaristes « transformés » par l'Armée rouge sont arrêtés et détenus pour s'assurer de la loyauté de ces derniers — première introduction de la notion de responsabilité collective dans les pratiques soviétiques.
Début juillet 1918, l'armée de Koltchak s'approche dangereusement de Iekaterinbourg, où sont enfermés le tsar Nicolas II et sa famille. Le Comité central du parti bolchevique, alors favorable à un procès public du dernier des Romanov, envoie à Iekaterinbourg Golechtchekine, « un bolchevique parfaitement sûr », pour ramener Nicolas II et sa famille à Moscou et organiser leur procès. Le 12 juillet, les officiers de l'Armée rouge préviennent que la chute de la ville et son contrôle par les « Blancs » n'est plus qu'une question de jours. Lénine et une partie du Bureau politique décident alors secrètement d'exécuter le tsar sans procès. Celui-ci est assassiné avec sa femme et ses enfants dans la nuit du 17 au 18 juillet 1918, à Iekaterinbourg, une semaine avant que celle-ci ne tombe aux mains des « Blancs ». Depuis 1990, Marc Ferro conteste une éventuelle décision de massacre de toute la famille, qui si elle était avérée anticiperait de cinq à huit mois les « lois des otages », et ne reconnaît que celle d'exécuter le tsar, telle qu'elle est annoncée à Iekaterinbourg, la femme, les quatre filles et peut-être le fils unique devant être transportés à Perm sur exigence allemande (?). En tout cas, la population locale accueille l'annonce de la mort de l'empereur avec assez d'indifférence Plus tard, ce sont quatre grands-ducs de la famille Romanov, quinquagénaires comme le tsar, et détenus depuis juillet 1918 à Petrograd, qui sont victimes de la première « loi des otages » fin janvier 1919, sur demande de Zinoviev qui, en 1920, clame aussi avoir demandé l'exécution de Nicolas II, mais dément le massacre de sa famille. Les quatre grand-ducs sont fusillés en représailles des assassinats le 15 janvier à Berlin de Rosa Luxembourg et Karl Liebknecht.
La lutte la plus dure oppose surtout les bolcheviks — tout comme les Blancs — à des campagnes qui refusent souvent la conscription et les livraisons de céréales obligatoires (la ruine de l'industrie ayant depuis 1915-1916 privé les villes de biens de production à offrir en échange aux campagnes). Les réquisitions forcées sont accomplies au prix d'exactions indescriptibles, qui révoltent la paysannerie. Des « armées vertes » formées de précédents réfractaires à l'enrôlement se forment dans les forêts et les campagnes et se battent tour à tour ou simultanément contre les deux armées. Les campagnes cherchent ainsi à maintenir leur autonomie face à un pouvoir urbain traditionnellement mal accepté.
L'écrasement de centaines de révoltes campagnardes locales culmine à l'été 1921 lorsque Toukhatchevski réprime la vaste révolte des paysans de la région de Tambov.

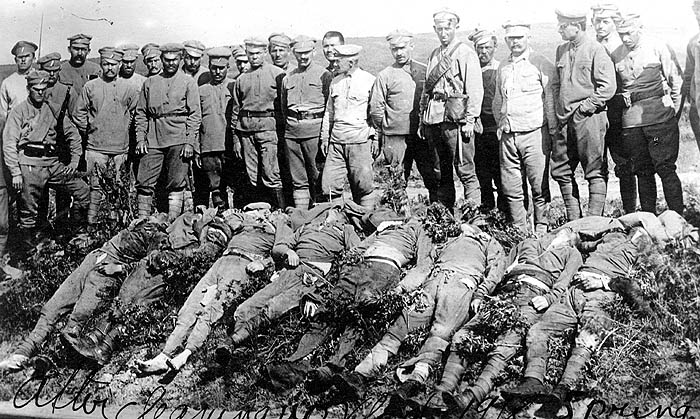
Tchèques exécutés par les bolcheviks à Vladivostok. Photographie prise par le Lt. William C Jones.

La radicalisation des deux camps a fait disparaître toute voie intermédiaire. En effet, l'aile extrême, réactionnaire et tsariste, a vite pris le contrôle de l'ensemble de l'opposition aux bolcheviks. En juin 1918, à Samara, un comité formé d'ex-Constituants (Komuch), avait proposé un programme réformiste et démocratique. De même, à Oufa, en septembre, un front anti-bolchevik unifié avait formé un gouvernement provisoire et un directoire siégeant à Omsk. Mais l'extrême-droite a vite le dessus sur eux : Koltchak renverse ce directoire dès novembre 1918, et prend le titre de « régent suprême de Russie ».
Massacres et tortures sont monnaie courante dans l'un et l'autre camp.
Dès la révolution d'Octobre, les Blancs supplicient et abattent les bolcheviks faits prisonniers. Ils perpètrent ou laissent leurs troupes perpétrer une série de pogroms antisémites extrêmement meurtriers (400 000 morts ?). Ils s'aliènent vite les populations locales en refusant toute concession aux minorités nationales, auxquelles ils n'ont rien à offrir que le retour au nationalisme grand-russe traditionnel. Ils dépossèdent aussi violemment les paysans, inquiets d'un retour probable des grands propriétaires dans les fourgons des armées blanches.
Dans l'autre camp, la terreur rouge se met en place fin août-début septembre 1918, après les attentats du 30 août contre Lénine et Moises Ouritski (le second mortel).

## Victoire et crise du«communisme de guerre»
Bien que les bolcheviks ne contrôlent plus à l'été 1918 qu'un territoire encerclé et réduit en gros à l'ancien grand-duché de Moscovie, celui-ci a l'avantage de former un bloc territorial cohérent, très bien pourvu en routes et en voies ferrées stratégiques, et incluant les deux capitales, Petrograd et Moscou, face à des armées blanches dispersées qui ne sont jamais capables de coordonner leurs offensives.
Ils ont aussi bénéficié de nombreuses sympathies dans les classes populaires et les forces de gauche d'Occident : ainsi la révolte de la flotte française de la mer Noire conduite entre autres par André Marty et Charles Tillon (mars 1919) a joué un rôle important dans l'abandon de l'intervention française.

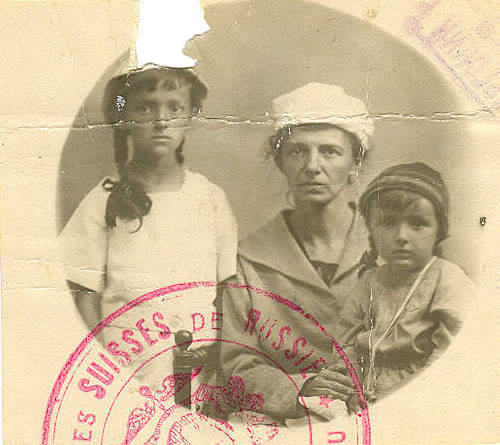
Une Suissesse et ses deux filles lors de la fuite de Russie, 1921 ?

D'autre part, les masses locales ont laissé gagner les bolcheviks, en dépit de nombreux heurts. Si les bolcheviks réquisitionnaient les grains, les Blancs eux voulaient en plus rendre la terre aux grands propriétaires. À tout prendre, la paysannerie a donc préféré la victoire des « Rouges ».
La guerre civile a accéléré considérablement le processus révolutionnaire par l'introduction d'un « communisme de guerre » particulièrement radical. Le Parti s'est militarisé tout en augmentant notablement ses effectifs. Dès 1918, les nationalisations ont touché jusqu'aux magasins et aux boutiques de coiffure. En novembre 1920, un décret confirmait la nationalisation de toutes les usines de plus de cinq ouvriers, si elles ont un moteur et de plus de dix ouvriers sans moteur. Ont aussi été nationalisés tous les théâtres, l'industrie du cinéma, celle de la photographie. L'État bolchevique a ensuite instauré le monopole du commerce intérieur et extérieur, et pris en main la quasi-totalité des services. Beaucoup de bolcheviks rêvaient même de profiter de ces mesures imposées par la guerre totale pour passer directement à l'édification de la société communiste : c'est ainsi que l'État s'est mis à assurer à tous gratuitement les services publics, le logement, l'électricité, et jusqu'aux bains publics, et que certains réfléchissaient même à l'abolition de l'argent, ou du moins à une limitation drastique de son usage. L'efficacité économique n'a pas du tout suivi ces mesures, surtout dans les conditions désastreuses du temps.
Une discipline de fer a été rétablie sur les ouvriers. L'étatisation généralisée a signifié la fin du contrôle ouvrier proclamé en octobre 1917 qui avait été une revendication principale de la classe ouvrière. Le salaire aux pièces, honni de tous, a été réinstauré dès le 3 avril 1918. À l'instauration du « samedi communiste » travaillé « volontairement » sont ajoutés le rétablissement du livret ouvrier, l'interdiction et la répression brutale des grèves, la déportation des meneurs emprisonnés, le recours aux lock-out, la militarisation du travail et l'instauration d'un travail obligatoire.
Un certain nombre de réformes ont également été introduites dès 1918 : par exemple le passage au calendrier grégorien, la séparation de l'Église et de l'État, suivie cependant par des années de violence anti-religieuse, et la création d'une « Église vivante » contrôlée par le pouvoir.
Dès les lendemains d'octobre 1917, les bolcheviks n'ont pas hésité non plus à mettre sous séquestre les avoirs privés détenus dans les coffres-forts des banques, ou à collectiviser les vastes appartements des bourgeois et des aristocrates, dont les anciens propriétaires ont souvent été expulsés voire réduits à vivre à la rue. C'est l'origine des célèbres appartements communautaires qui ont marqué la vie quotidienne des soviétiques jusqu'à la fin de l'URSS et au-delà.
Par ailleurs, des trains de propagande ont sillonné tout le pays pour assurer l'« éducation révolutionnaire des masses », également offerte/imposée aux innombrables conscrits et volontaires de l'Armée rouge. Un ambitieux programme de lutte contre l'analphabétisme est mis en place par Lénine bien avant la fin des combats, ainsi que de développement de la culture physique et sportive, de lutte contre l'alcoolisme et l'antisémitisme. Les Komsomol sont fondées dès novembre 1918 pour convertir la jeunesse du territoire soviétique au bolchevisme.
De nombreux artistes et intellectuels non bolcheviques ont rallié la révolution d'Octobre, tels Vladimir Maïakovski, Alexandre Blok, Sergueï Essénine, ou encore Marc Chagall devenu commissaire à la Culture à Vitebsk, et, dans le prolongement de « l'âge d'argent » ouvert vers 1900, la littérature et les arts modernes connaissent sous la guerre civile une vraie floraison (notamment dans l'affiche et les arts picturaux, essentiels dans une société massivement illettrée), brillante en dépit de l'extrême dureté des temps. La révolution d'Octobre a donc aussi une dimension de révolution culturelle.
Début 1921, la révolution est donc sauvée, mais à un prix terrifiant. Le pays est territorialement amoindri, diplomatiquement isolé, et cerné par un « cordon sanitaire » de petits États hostiles au bolchevisme comme à la puissance russe.
Moscou et Pétrograd ont perdu la moitié de leur population, partie à la campagne devant la faillite du ravitaillement urbain. La famine de 1920-1921 a fait plusieurs millions de morts parmi des paysans déjà très éprouvés par la guerre et par la violence des collectes forcées. L'épidémie très meurtrière de typhus a ajouté au drame. On a assisté à des cas de cannibalisme. Des bandes d'orphelins errants, les bespryzorniki, ont sillonné les routes de Russie pendant des années.

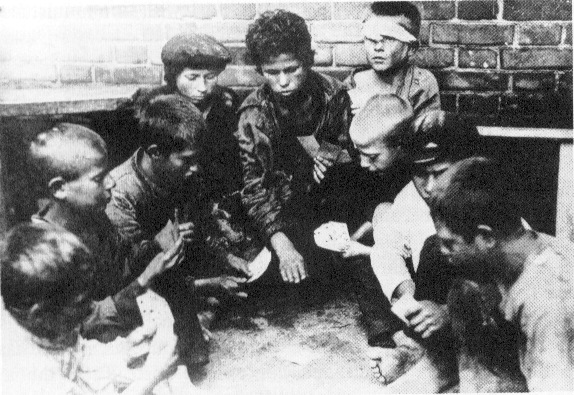
Orphelins des rues, victimes de la famine de 1920-1921.

La gestion de la crise par Lénine a suscité de lourdes controverses. Il fait expulser le comité international de secours aux victimes[réf. nécessaire], et profite de la famine pour nationaliser les biens de l'Église orthodoxe, sans même que ceux-ci profitent aux affamés[réf. nécessaire]. Certains historiens ont accusé Lénine d'avoir utilisé la famine pour soumettre les régions récalcitrantes (méthode utilisée par Staline en Ukraine lors de l'Holodomor).
La production industrielle s'est effondrée. Le réseau de transports est disloqué. Le marché noir est florissant. La monnaie qui ne vaut plus rien a disparu et on assiste au retour du troc.
La classe ouvrière s'est décomposée, car beaucoup de travailleurs d'usine sont entrés dans l'Armée rouge, ou bien dans la bureaucratie du Parti ou dans la Tchéka. De nombreux autres encore ont été chassés des villes par la faim, et sont retournés à la campagne. Lorsqu'au Xe congrès du Parti en mars 1921, Lénine déplore à la tribune la disparition de la classe ouvrière en Russie, Alexandre Chliapnikov, un des très rares dirigeants ayant une expérience du travail en usine, le félicite ironiquement « d'exercer le pouvoir au nom d'une classe qui n'existe pas »…
Le Parti a reconstruit un État, pour la première fois depuis la désagrégation du tsarisme qui avait même précédé février 1917. Il a aussi éliminé toutes les oppositions, mis sur pied un État policier redoutable, supprimé ou réprimé les institutions indépendantes, telles les Églises. Il a aussi pris le contrôle des soviets, rapidement réduits à des coquilles vides bureaucratisées et privées de pouvoir réel. Les comités d'usine ou de quartier qui proliféraient depuis 1914 et surtout 1917 ont été « phagocytés » par le Parti. Quant aux syndicats, peu bolchevisés en 1917 mais transformés en courroie de transmission du pouvoir pendant la guerre civile, Trotski propose fin 1920 leur « militarisation », suscitant de vives polémiques au sein du Parti.
La fin de tout pluralisme est mal ressentie jusque par certains acteurs de la révolution d'Octobre et le fossé se creuse entre une bonne part de la population et les dirigeants ou les nouveaux bureaucrates, jugés comme étant de nouveaux privilégiés.

## La révolte de Kronstadt et la NEP (mars 1921)

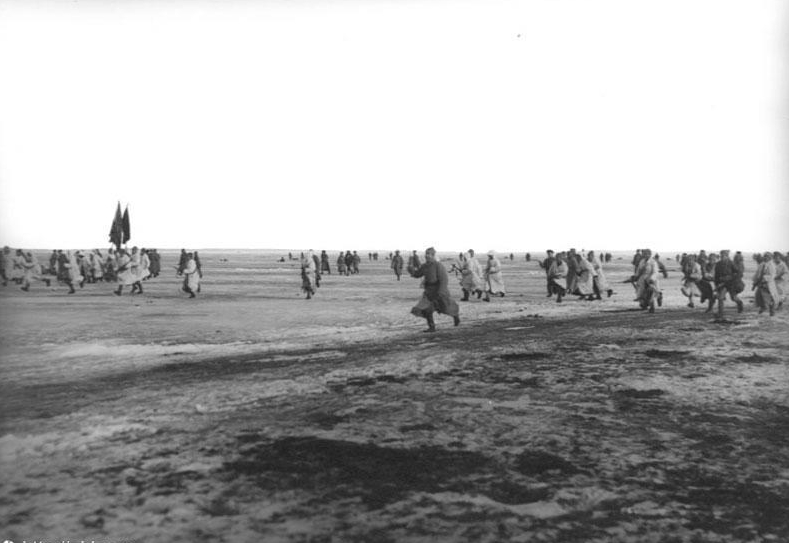
L'Armée rouge donne l'assaut à Kronstadt, 18 mars 1921.

En mars 1921, les marins de Kronstadt, célébrés jusque-là comme les « héros et gloire de la révolution » (Trotski) se révoltent au cri de « Vive les soviets, à bas les bolcheviks ! » ou de « Vive les soviets sans les communistes ! ». Beaucoup des marins sont d'origine paysanne et informés par leurs familles des exactions bolcheviques dans les campagnes ; leur révolte est contemporaine d'une vague de grèves ouvrières à Pétrograd. Leur programme exige des élections libres, une constituante, le retour des libertés fondamentales, la fin de la police politique, le retour au marché libre.
L'Armée rouge conduite par Trotski et Mikhaïl Toukhatchevski finit par prendre d'assaut l'île de Kronstadt en passant à pied la mer gelée. Une répression implacable s'abat sur les révoltés : certains qui se sont rendus contre promesse de vie sauve sont fusillés après avoir dû creuser leurs tombes, d'autres enfuis en Finlande y sont internés dans des conditions déplorables.
La répression policière s'abat aussi à Pétrograd sur des dizaines de personnes sans lien entre elles et accusées de complicité avec l'insurrection. Ainsi le poète Nikolaï Goumilev, premier mari d'Anna Akhmatova, qui est fusillé et rayé de la mémoire officielle.
Parallèlement, des milliers de mencheviks sont arrêtés et leur presse supprimée : ils avaient subsisté jusque-là en se cantonnant à une opposition légale au pouvoir et en conservant une audience non négligeable dans les syndicats et les masses.
Simultanément, le Xe congrès du Parti instaure aussi le centralisme démocratique, qui supprime le droit de tendance. L'Opposition ouvrière d'Alexandra Kollontaï et Alexandre Chliapnikov, qui critiquait les méthodes du « communisme de guerre », est ainsi défaite et obligée de s'incliner.
La dernière grande révolte politique du cycle révolutionnaire ouvert en février 1917 s'achève donc sur un échec, laissant intact le monopole bolchevique du pouvoir. Mais le choc de l'insurrection a convaincu Lénine d'abandonner définitivement le « communisme de guerre » au profit d'un « retour limité au capitalisme limité » : le Xe congrès, tenu au même moment que l'insurrection, instaure la Nouvelle politique économique (NEP).

## Dans les arts et la culture populaire

### Filmographie

#### Cinéma
- 1920 : Sur le front rouge de Lev Koulechov.
- 1926 : Les Enfants de la tempête de Fridrikh Ermler et Edouard Ioganson.
- 1929 :
  - Arsenal d'Alexandre Dovjenko.
  - Débris de l’empire de Friedrich Ermler.
- 1931 : Tommy de Yakov Protazanov.
- 1934 : Tchapaïev des Frères Vassiliev
- 1935 : Les Amies de Leo Arnchtam.
- 1936 : Les Marins de Kronstadt d'Efim Dzigan.
- 1937 : Les Treize de Mikhaïl Romm.
- 1939 :
  - Chtchors d'Alexandre Dovjenko et Ioulia Solntseva.
  - Lénine en 1918 de Mikhail Romm.
- 1942 :
  - Alexandre Parkhomenko de Leonid Loukov.
  - Kotovski d'Alexandre Feinzimmer.
- 1951 : L'Inoubliable 1919 de Mikhaïl Tchiaoureli.
- 1956 :
  - Le Quarante et unième de Grigori Tchoukhraï.
  - Les Tourbillons hostiles de Mikhaïl Kalatozov.
- 1957 :
  - Des verstes sous le feu de Samson Samsonov.
  - Le Communiste de Youli Raizman.
  - L'Orage de Mikhaïl Dubson.
- 1963 : La Tragédie optimiste de Samson Samsonov.
- 1967 :
  - La Commissaire d'Alexandre Askoldov.
  - Rouges et Blancs de Miklós Jancsó[30].
  - Pas de gué dans le feu de Gleb Panfilov.
  - Mariage à Malinovka d'Andreï Toutychkine.
- 1968 :
  - Deux Copains de régiment d'Ievgueni Karelov.
  - Le Septième Compagnon d'Alexeï Guerman.
  - Les Nouvelles Aventures des insaisissables de Edmond Keossaian.
  - Six juillet de Youli Karassik.
- 1970 :
  - La Fuite d'Alexandre Alov et Vladimir Naoumov
  - Le Soleil blanc du désert de Vladimir Motyl.
  - Salut Maria de Iossif Kheifitz.
- 1971 : Les Commissaires de Nikolaï Machtchenko.
- 1976 : Les Jours des Tourbine de Vladimir Bassov.
- 1990 : Archangel de Guy Maddin.
- 2002 : Corto Maltese, la cour secrète des arcanes de Pascal Morelli.
- 2008 : L'Amiral d'Andreï Kravtchouk.

#### Télévision

##### Série
- 1969 : Adjudant de son Excellence de Evgueni Tachkov.

#### Les différents partis
- Bolchevik
- Menchevik
- Parti socialiste-révolutionnaire
- Parti socialiste-révolutionnaire de gauche
- Parti Cadet

#### Personnalités bolcheviques
- Vladimir Ilitch Lénine
- Léon Trotski
- Iakov Sverdlov
- Lev Kamenev
- Grigori Zinoviev
- Nikolaï Boukharine
- Joseph Staline
- Mikhaïl Toukhatchevski
- Mikhaïl Frounze
- Béla Kun

#### Personnalités mencheviques
- Julius Martov
- Irakli Tsereteli
- Pavel Axelrod
- Fiodor Dan

#### Personnalités SR
- Alexandre Kerenski
- Maria Spiridonova
- Fanny Kaplan

#### Généraux blancs
- Anton Ivanovitch Dénikine
- Piotr Nikolaïevitch Wrangel
- Nikolaï Nikolaïevitch Ioudénitch
- Lavr Gueorguievitch Kornilov
- Alexandre Vassilievitch Koltchak
- Piotr Nicolaïevitch Krasnov
- Grigori Mikhaïlovitch Semenov
- Roman Fedorovitch von Ungern-Sternberg

#### Autres personnalités
- Nestor Makhno
- Symon Petlioura
- Pavel Milioukov
- Józef Piłsudski